# Estrella variable FK Comae Berenices
Las estrellas variables FK Comae Berenices son un tipo de variables cuya fluctuación de brillo es de sólo unas décimas de magnitud.
Son gigantes de tipo espectral G y K que rotan a gran velocidad y cuya superficie tiene un brillo no uniforme.
El período de variación en estas variables corresponde a su período de rotación, pudiendo también ser sistemas binarios espectroscópicos.
Es posible que estas estrellas representen una etapa posterior en la evolución de un sistema binario con una envoltura común, en donde los dos núcleos ya se han fusionado.
FK Comae Berenices —prototipo de la clase—, 31 Comae Berenices (LS Comae Berenices), 28 Monocerotis (V645 Monocerotis) y UZ Librae son ejemplos de este tipo de variables.